# 滝宮の念仏踊
滝宮の念仏踊（たきのみやのねんぶつおどり）は、香川県綾歌郡綾川町（旧・綾南町）滝宮に伝わる雨乞いの踊り。1977年（昭和52年）に重要無形民俗文化財に指定され、2022年（令和4年）に風流踊の一つとしてユネスコ無形文化遺産登録された。

## 概要
菅原道真が讃岐の国司であった仁和4年（888年）に大旱魃があり、これを憂いた道真が、城山（きやま）で身を清め七日七晩祈願したところ雨に恵まれ、喜んだ農民たちが滝宮神社（当時は牛頭天王社）の前で道真に感謝し踊り狂ったのが起源とされている。その後に法然上人が振り付けをして、念仏を唱えながら踊るようになったので、念仏踊りといわれるようになったと伝えられている。
現在でも8月25日に滝宮神社と滝宮天満宮で行なわれ、全国に残る「念仏踊り」のルーツとされている。鉦と太鼓の鳴り響く中、陣羽織に羽織袴の踊り手が念仏「ナムアミドーヤ」と唱えながら大うちわを振って飛び跳ねるように踊る。

## アクセス
- 高松琴平電気鉄道琴平線滝宮駅から徒歩約7分。